# Сардински зикурат
Сардински зикурат или светилиште у Монте да Коди, (Monte d’Accoddi), по својој форми, назива се и зикурат у Монте да Акодију, је мегалитски споменик откривен 1954. у близини Сасарија на Сардинији, 11 км од пута за Порто Торес.  

## Историја
Споменик, јединствен за Медитеран, изграђен је на Сардинији у другој половини 4. миленијума пре нове ере. У доба средњег неолита, представници културе Озиери, који су одржавали контакт са источним Медитераном, посебно са Минојском Критом. Последњи додаци храма направљени су у доба каснијих култура Абеалцу-Филигоса.
У раној фази, у зони овог споменика настало је неколико насеља Озиеријеве културе, који се састоје од квадратних кућа. Та насеља су укључивала некрополу која се састојала од подземних гробова типа Домус де Јанас, као и, по свему судећи, светилишта које су укључивале менхире, камене плоче за жртве и камене кугле (вероватно симбол Сунца и Месеца).
Касније, људи који су припадали и Озиери култури саградили су широку платформу у облику крње пирамиде 27 × 27 м, висине око 5,5 м. На платформи је изграђена правоугаона платформа оријентисана на југ, димензија 12,50 м 7,20 м. позната као „црвени храм“, где су све површине обојене окер; такође су сачувани трагови жуте и црне боје.
Почетком трећег миленијума пре нове ере, храм је напуштен (овај период укључује трагове пожара). У тако разореној форми око 2800. пне. била је прекривена огромном хумком земље и камења, као и сломљеним локалним кречњаком. Тако је створена друга платформа у облику крње пирамиде од 36 м на 29 м, висине око 10 м, на коју је водила платформа дужине 41,80 м. Добијена структура наликује месопотамским зикуратима који су постојали у истом периоду. Ова структура припада Абеац-Филигос култури.
Зграда је наставила да служи као религиозни центар током многих векова и напокон је напуштена током бронзаног доба. Већ 1800. п. н. е. потпуно је уништен и коришћен само за сахрањивање.
Током Другог светског рата, горњи део је оштећен због копања ровова за инсталирање противавионске батерије.